# Algebra and Logic
La revue scientifique Algebra and Logic est une revue de mathématiques. Elle est publiée par l'éditeur Springer-Verlag. Elle  est la traduction de la revue à comité de lecture Algebra i Logika, une publication du Fonds sibérien pour l'algèbre et la logique et de l'Institut de mathématiques de la branche sibérienne de l'Académie des sciences de Russie,.

## Description
Cette revue publie les résultats dans les domaines de l'algèbre générale et de la logique, considérés principalement d'un point de vue algébrique. Les articles algébriques, qui constituent la majeure partie du contenu, portent sur des études dans des domaines tels que les groupes ordonnés, presque sans torsion, nilpotents et métabéliens, les anneaux d'isomorphisme, les algèbres de Lie, les sous-groupes de Frattini et les groupes d'algèbres. Dans le domaine de la logique, le périodique couvre des sujets tels que les hiérarchies d'ensembles, les automates logiques et les fonctions récursives.
La revue est indexée par les bases de journaux habituels de Springer
Le facteur d'impact du journal est de 0,753 en 2020.